# Inverness (Floryda)
Inverness − miasto w Stanach Zjednoczonych, w stanie Floryda, stolica hrabstwa Citrus.

## Demografia
W 2000 liczyło 6789 mieszkańców. W 2023 liczba mieszkańców wzrosła do 7857 osób, a gęstość zaludnienia do 349 osób/km².

## Miasta partnerskie
- Inverness, Szkocja